# ナルィヴァーイコの乱
ナルィヴァーイコの乱（ウクライナ語：Повстання Наливайка）は、1594年から1596年にかけて、ポーランド・リトアニア共和国が支配するウクライナにおいて、セヴェルィーン・ナルィヴァーイコが率いるコサックが起こした反政府の叛乱である。

## 概要
1594年7月、コサックの頭領セヴェルィーン・ナルィヴァーイコは、モルダヴィア公国への出兵から帰陣し、コサックにポーランド・リトアニア共和国が支配するウクライナでの貴族政権を倒すようにと呼びかけた。その結果、共和国の政府側に仕えていたフルィホーリイ・ロボダーの登録コサックと、ウクライナ在住の町人や農民は、ナルィヴァーイコの軍勢に味方し、政府と現地の貴族に対して叛乱をおこした。
1594年10月、ナルィヴァーイコの叛乱はザポロージャを始め、ブラーツラウ地方・キエフ地方、ヴォルィーニ地方まで拡大した。1万2千人に達する叛乱軍は、ウクライナのブラーツラウ、フシャーティン、カーニウ、チェルカースィ、バール、ルーツィク、スルーツィク、モヒレーウなどの大きな都市を陥落させ、貴族、聖職者、裕福な商人を殺害した。1595年の春、叛乱軍は、ヴォルィーニ地方を略奪したのち、リトアニア領のベラルーシへ攻め入った。そのとき、ベラルーシで活躍する叛乱軍を援助するために、ザポロージャよりマトヴィイ・シャウーラが引率するコサック軍（ザポロージャ衆）も叛乱に加担した。1595年末から1596年初めまでに叛乱の波紋はポジーリャ地方とガルツィア地方まで及んだ。
1595年12月、ポーランド・リトアニア共和国の政府は、コサックの叛乱を鎮圧するため、スタニスワフ・ジュウキェフスキが率いる軍隊を派遣した。1596年1月末、ナルィヴァーイコが指揮する1500人のコサック部隊はヴォルィーニ地方へ撤退し、ウーマニの森林を通ってビーラ・ツェールクヴァへ到着した。1596年4月2日、ナルィヴァーイコ・ロボダー・シャウーラの諸部隊がビーラ・ツェールクヴァで合流し、現地の貴族の軍勢を破った。しかし、ホーストルィイイ・カーミン峡谷での決戦において叛乱軍は政府軍に負けてしまい、左岸ウクライナのルーブヌィ地方へ退いた。
1596年の春、叛乱軍はルーブヌィ周辺、ソロヌィーツャ川の河岸で陣を取ったが、数に優る政府軍によって取り巻かれた。政府軍は、二週間内で叛乱軍の防衛線を突破することができなかったので、叛乱軍に加わっていた登録コサックに密使を送り、武器を捨てることと引き換えに登録コサック全員を赦免するを約束した。叛乱軍の平コサックと庶民は、登録コサックの長官が政府軍と密約していることを知ると、登録コサックの大長ロボダーを殺害した。それにも関わらず、1596年6月7日に登録コサックの長官の一部は、叛乱者を裏切ってナルィヴァーイコやシャウーラなどの叛乱軍の司令官を捕らえ、政府軍に渡した。密約を信じた登録コサックは政府軍との交渉を開始しようとしたところ、政府軍は急にコサックの陣営に攻め入り、老若・男女を問わず、叛乱者の数千人を殺害した。殺害を免れたコサックの小部隊はザポロージャへ逃亡した。ナルィヴァーイコを始めとする六人の叛乱軍の司令官は、ポーランド・リトアニア共和国の首都、ワルシャワへ送られ、1597年4月21日に厳しい拷問の後、処刑された。
18世紀、コサックの知識人が作成した年代記、歴史書や文学作品などでは、ナルィヴァーイコの乱はコサックによるカトリックのポーランドから正教のウクライナの独立戦争として説明され、ナルィヴァーイコ自身はコサックの英雄、正教会の殉教者として描かれている。こうした見解はロシア帝国、ソ連や独立したウクライナの研究史にも見られる。しかし、ナルィヴァーイコの乱についての確実な史料において叛乱は、ポーランド人対ウクライナ人という民族紛争であったこと、またはカトリック対正教という宗教戦争であったことを裏付ける証拠が見られない。近年の研究では、ナルィヴァーイコの乱はポーランド・リトアニア共和国における専ら社会的な紛争、反封建的戦争であった、という考えが浸透している。